# SN 2002X
SN 2002X – supernowa odkryta 9 stycznia 2002 roku w galaktyce A084830+4415. W momencie odkrycia miała maksymalną jasność 23,70m.